# Anuvab Chatterjee
 (mars 2021).
Si vous disposez d'ouvrages ou d'articles de référence ou si vous connaissez des sites web de qualité traitant du thème abordé ici, merci de compléter l'article en donnant les références utiles à sa vérifiabilité et en les liant à la section « Notes et références ».
 (mars 2021).
Pour les articles homonymes, voir Chatterjee.
Anuvab Chatterjee, est un musicien du Bengale habitant à Paris et spécialisé dans les tablas. Il se produit en Inde et en Europe. Il a accompagné de multiples artistes du sous-continent indien, chanteurs, instrumentistes comme danseurs. Sa curiosité et sa flexibilité musicale l'ont amené à explorer d'autres registres et traditions musicales d'Afrique et du Moyen Orient dont le jazz et la musique folk.

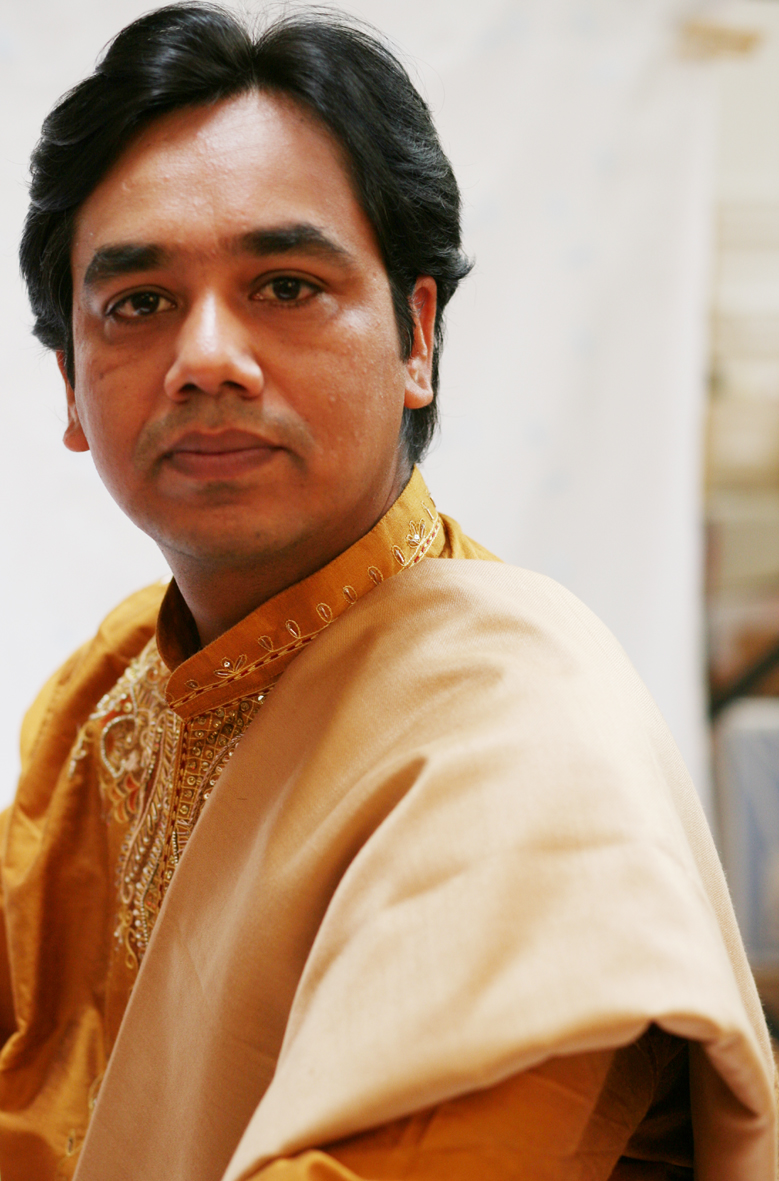
Anuvab Chatterjee

## Biographie
Anuvab Chatterjee est né dans une famille avec une forte sensibilité artistique qui l'a toujours encouragé à exprimer son talent musical. Il s'est installé à Paris où il vit avec sa famille.

## Éducation & Formation
Il a étudié la musique classique indienne (tablas, percussion) à Université Rabindra Bharati, Calcutta, Inde dont il est licencié. Il a été initié aux tablas par son père Amar Chatterjee, et a ensuite reçu l'enseignement des maîtres Ashoke Dutta et Pandit Anil Ray Chowdhury. Il est un élève du maître Pandit Sanjay Mukharjee qui lui a transmis les subtilités de l'instrument.
Anuvab Chatterjee enseigne les tablas, ainsi que d'autres percussions indiennes comme le sreekhol, le dhol et le pakhawaj.

## Carrière

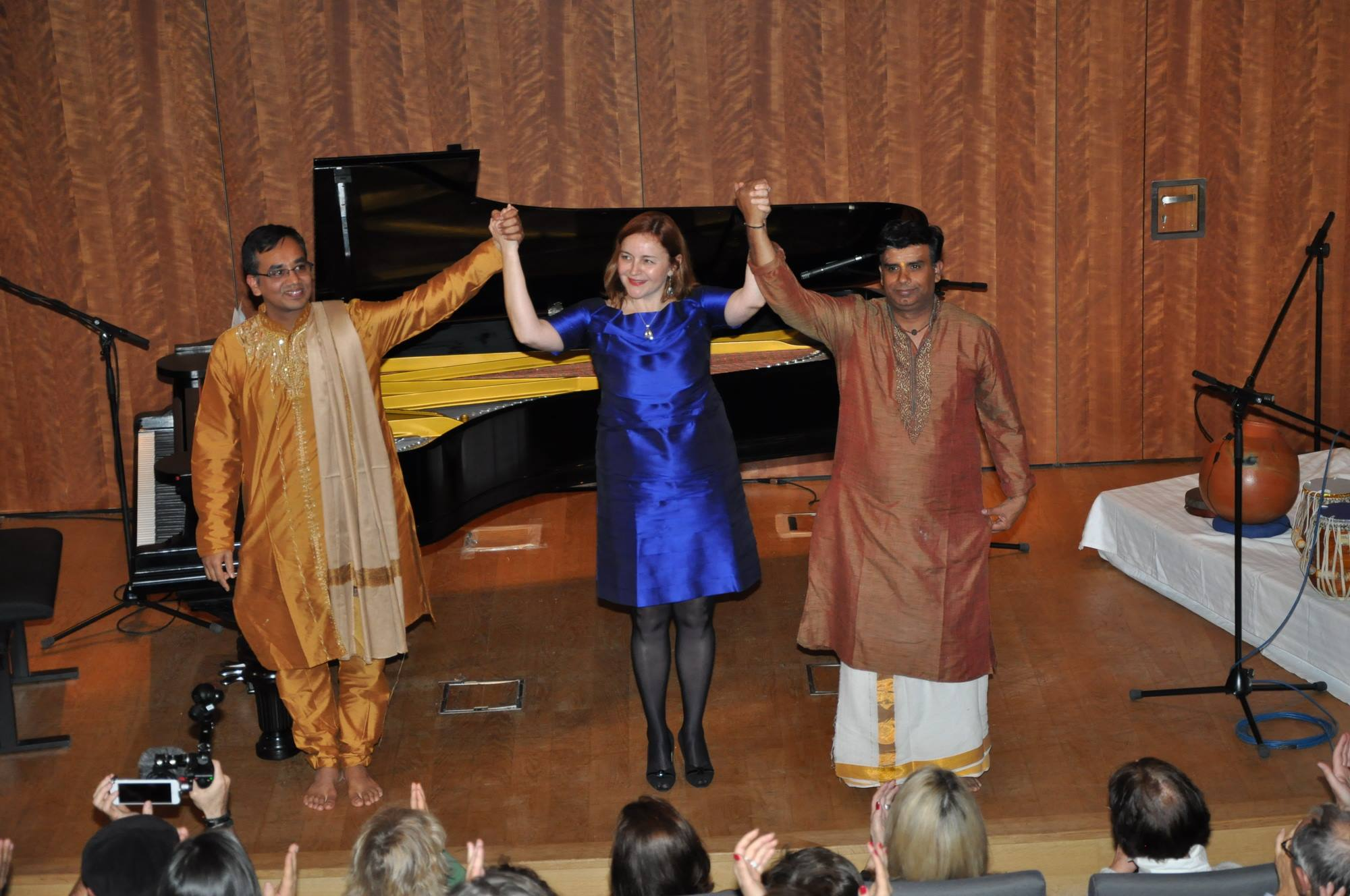
Concert au musée Guimet - Paris, France

Anuvab Chatterjee a donné de multiples concerts au Bengladesh, en Inde et maintenant en Europe. Il a accompagné de nombreux artistes du sous-continent indien et européens. Il a participé à l'enregistrement en studio du dernier album de So Kalméry (Congo). Il poursuit ce dialogue interculturel dans le cadre du programme « L’Indorientale » fusionnant musique et danses arabe et indienne. Entouré de musiciens bengalis, il croise les percussions de Hassen Ben Garbia et de Miloudi Ben Sliman pour mettre en musique les chorégraphies de Nawal Raad et Souraya Baghdadi. Enfin, Anuvab Chatterjee projette également ses rythmes traditionnels sur des session d'improvisation de danse contemporaine occidentale, avec Anouk Laurens. Il conserve une activité pédagogique en enseignant les tablas et autres percussions indiennes (sreekhol, dhol et pakhawaj).
Il joue fréquemment avec des artistes indiens renommés comme la joueuse de sitar Smita Nagdev, les chanteurs Pandit Shyam Sundar Goswami et Susheela Mehta, le joueur de sarod Debiprasad Gosh, ainsi qu'avec le sitariste et joueur de rubab Kengo Saito.

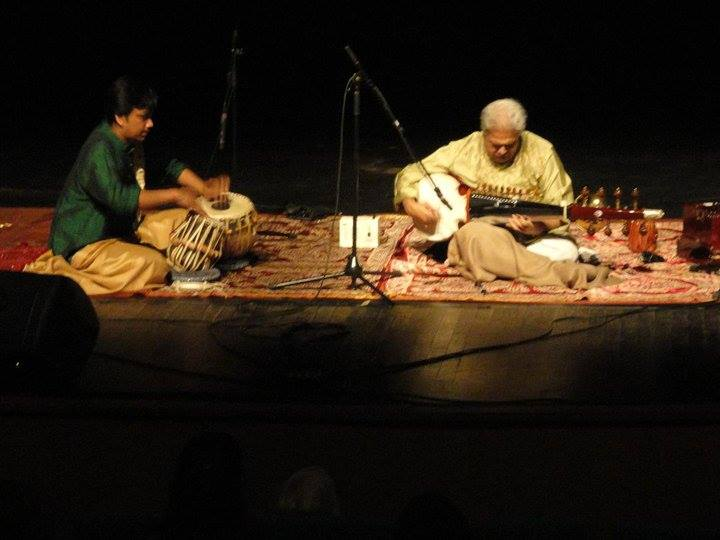
Concert avec Debiprasad Gosh

Concerts:
2007
Centre culturel Pouya - Paris France
Centre culturel hongrois - Paris France
2008
Festival d'Aubervilliers - France
2010
Musée Guimet - Paris, France
2011
Atelier De souza - Menetou, France
UNESCO - Paris, France
International university city, House of India - Paris, France
Centre Mandapa - Paris France
2016
Festival Namaste - Paris, France
Ariane Gray Hubert trio - Petit Palais, Paris, France
2018
Hôtel de ville de Paris festival - France
Centre culturel algérien - Paris, France

Institut Mandarab - Paris, France
Bruxelles - Belgique
Lisbonne - Portugal
Festival de Genève - Suisse
Théâtre de la Reine Blanche - Paris, France

## Discographie
2010 - Arif Rana
2011 - Zayen Barcelona